# Campeonato Europeo de Lucha de 1981
El XXXIII Campeonato Europeo de Lucha se celebró en el año 1981 dos sedes distintas. Las competiciones de lucha grecorromana en Gotemburgo (Suecia) y las de lucha libre masculina en Łódź (Polonia). Fue organizado por la Federación Internacional de Luchas Asociadas (FILA) y las correspondientes federaciones nacionales de los países sedes respectivos.

## Resultados

### Lucha grecorromana
| Evento  | Oro                        | Plata                    | Bronce                    |
| ------- | -------------------------- | ------------------------ | ------------------------- |
| 48 kg   | Totio Andonov Bulgaria     | Viktor Savchuk URSS      | Salih Bora Turquía        |
| 52 kg   | Benur Pashayan URSS        | Lajos Rácz · Hungría     | Liubomir Tsekov Bulgaria  |
| 57 kg   | Pasquale Passarelli RFA    | Benni Ljungbeck · Suecia | Piotr Michalik · Polonia  |
| 62 kg   | Ryszard Świerad · Polonia  | Panayot Kirov Bulgaria   | Farjat Mustafin URSS      |
| 68 kg   | Ștefan Rusu Rumania        | Erich Klaus RFA          | Tapio Sipilä · Finlandia  |
| 74 kg   | Ferenc Kocsis · Hungría    | Vladimir Galkin URSS     | Andrzej Supron · Polonia  |
| 82 kg   | Guennadi Korban URSS       | Jan Dołgowicz · Polonia  | Pavel Pavlov Bulgaria     |
| 90 kg   | Frank Andersson · Suecia   | Alxandr Dubrovski URSS   | Yeoryos Pozidis · Grecia  |
| 100 kg  | Nikolai Inkov URSS         | Andrei Dimitrov Bulgaria | Christer Gulldén · Suecia |
| +100 kg | Ranguel Guerovski Bulgaria | Yevgueni Artiujin URSS   | Henryk Tomanek · Polonia  |

### Lucha libre
| Evento  | Oro                    | Plata                      | Bronce                     |
| ------- | ---------------------- | -------------------------- | -------------------------- |
| 48 kg   | Ali Mejmedov Bulgaria  | Claudio Pollio · Italia    | Roman Dmitriev URSS        |
| 52 kg   | Hartmut Reich RDA      | Lajos Szabó · Hungría      | Valentin Yordanov Bulgaria |
| 57 kg   | Stefan Ivanov Bulgaria | Bernd Bobrich RDA          | Andrei Yartsev URSS        |
| 62 kg   | Buzai Ibraguimov URSS  | Marian Skubacz · Polonia   | Simeon Shterev Bulgaria    |
| 68 kg   | Mijo Dukov Bulgaria    | Mijail Jarachura URSS      | Eberhard Probst RDA        |
| 74 kg   | Elbrus Koroyev URSS    | Valentin Raichev Bulgaria  | Martin Knosp RFA           |
| 82 kg   | Oleg Kaloyev URSS      | Efraim Kamberov Bulgaria   | Peter Syring RDA           |
| 90 kg   | Uwe Neupert RDA        | Gheorghe Broșteanu Rumania | Viktor Batnia URSS         |
| 100 kg  | Magomed Magomedov URSS | Tomasz Busse · Polonia     | Roland Gehrke RDA          |
| +100 kg | Salman Jasimikov URSS  | József Balla · Hungría     | Adam Sandurski · Polonia   |

## Medallero
| Núm. | País      | Oro | Plata | Bronce | Total |
| ---- | --------- | --- | ----- | ------ | ----- |
| 1    | URSS      | 8   | 5     | 4      | 17    |
| 2    | Bulgaria  | 5   | 4     | 4      | 13    |
| 3    | RDA       | 2   | 1     | 3      | 6     |
| 4    | Polonia   | 1   | 3     | 4      | 8     |
| 5    | Hungría   | 1   | 3     | 0      | 4     |
| 6    | RFA       | 1   | 1     | 1      | 3     |
| 6    | Suecia    | 1   | 1     | 1      | 3     |
| 8    | Rumania   | 1   | 1     | 0      | 2     |
| 9    | Italia    | 0   | 1     | 0      | 1     |
| 10   | Finlandia | 0   | 0     | 1      | 1     |
| 10   | Grecia    | 0   | 0     | 1      | 1     |
| 10   | Turquía   | 0   | 0     | 1      | 1     |
|      | TOTAL     | 20  | 20    | 20     | 60    |